# Bumamuru Standard FC
El Bumamuru Standard Football Club és un club de futbol de la ciutat de Buganda, província de Cibitoke, Burundi.
El club va ser fundat el 31 de març de 2014. La temporada 2017-18 assolí l'ascens a primera categoria en la promoció. El club guanyà la Copa del President de la República el 2021 vencent el Flambeau du Centre FC a la final per 3-1. L'any següent guanyà la seva segona copa, repetint rival i resultat, 3-1 a Flambeau du Centre.

## Palmarès
- Lliga burundesa de futbol:[5]
  - 2022–23
- Copa burundesa de futbol:[6]
  - 2021, 2022